# IC 3002
IC 3002 је спирална галаксија у сазвјежђу Ловачки пси која се налази на листи објеката дубоког неба у Индекс каталогу.
Деклинација објекта је + 33° 22' 57" а ректасцензија 12h 7m 4,2s. Привидна величина (магнитуда) објекта IC 3002 износи 15,6 а фотографска магнитуда 16,3. IC 3002 је још познат и под ознакама MCG 6-27-10, CGCG 187-8, PGC 38443.